# Liste der Biografien/Cons
Liste der Biografien |
Portal Biografien |
Personensuche
# |
A |
B |
C |
D |
E |
F |
G |
H |
I |
J |
K |
L |
M |
N |
O |
P |
Q |
R |
S |
T |
U |
V |
W |
X |
Y |
Z |
?
 
Ca |
Cb |
Cc |
Ce |
Ch |
Ci |
Cj |
Ck |
Cl |
Cm |
Cn |
Co |
Cr |
Cs |
Ct |
Cu |
Cv |
Cw |
Cy |
Cz
 
Coa–Cod |
Coe–Cok |
Col |
Com |
Con |
Coo–Coq |
Cor |
Cos |
Cot |
Cou |
Cov |
Cow |
Cox |
Coy |
Coz
 
Cona |
Conb |
Conc |
Cond |
Cone |
Conf |
Cong |
Conh |
Coni |
Conj |
Conk |
Conl |
Conn |
Cono |
Conq |
Conr |
Cons |
Cont |
Conu |
Conv |
Conw |
Cony |
Conz
Die Liste der Biografien führt alle Personen auf, die in der deutschsprachigen Wikipedia einen Artikel haben. Dieses ist eine Teilliste mit 208 Einträgen von Personen, deren Namen mit den Buchstaben „Cons“ beginnt.

## Cons
- Cons, Emma (1838–1912), englisch-britische Unternehmerin, Sozialreformerin, Theaterleiterin und Frauenwahlrechtsaktivistin
- Cons, Louis (1879–1942), US-amerikanischer Romanist französischer Herkunft

### Consa
- Consagra, Pietro (1920–2005), italienischer Bildhauer
- Consalvi, Ercole (1757–1824), italienischer Kardinal
- Consani, Caterina (* 1963), italienische Mathematikerin

### Consb
- Consbruch, Elisabeth (1863–1938), deutsche Pädagogin und Frauenrechtlerin
- Consbruch, Johann Friedrich (1736–1810), deutscher Mediziner und Professor für Arzneiwissenschaft an der Hohen Karlsschule in Stuttgart
- Consbruch, Jomaine (* 2002), deutscher Fußballspieler
- Consbruch, Max (1866–1927), deutscher Klassischer Philologe und Gymnasialdirektor
- Consbruch, Paul (1930–2012), deutscher Geistlicher und römisch-katholischer Weihbischof in Paderborn

### Consc
- Conscience, Hendrik (1812–1883), belgischer SchriftstellerHendrik Conscience (1812–1883)

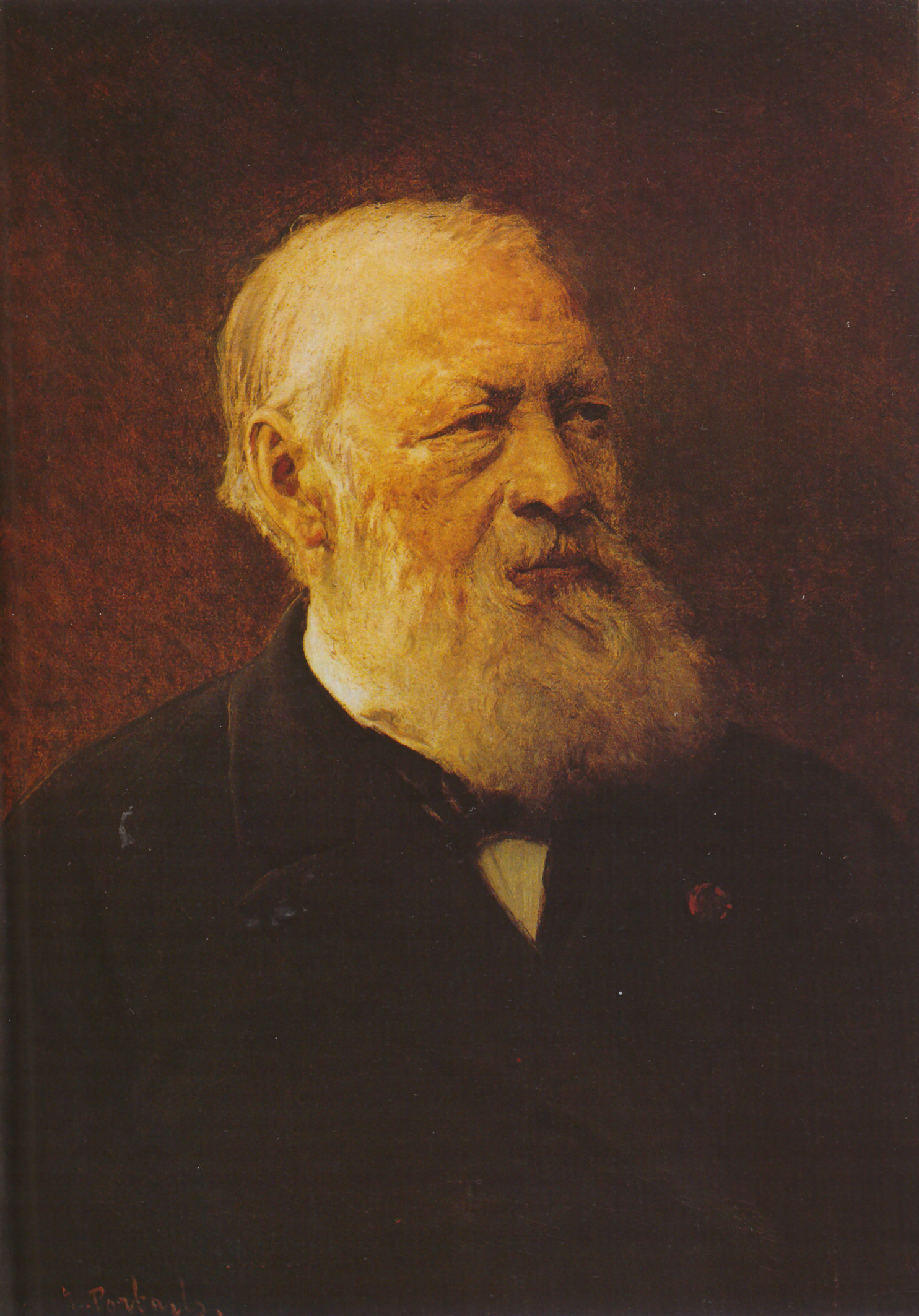
Hendrik Conscience (1812–1883)

### Conse
- Conseglio, Carlo, italienischer Stuckateur
- Conselheiro, Antônio (1830–1897), brasilianischer spiritueller Führer
- Consemüller, Erich (1902–1957), deutscher Architekt und Fotograf
- Consentius, Ernst (1876–1937), deutscher Literaturhistoriker und Bibliothekar
- Consentius, Otto (1813–1887), deutscher Schauspieler und Dramatiker
- Consequence (* 1977), US-amerikanischer Rapper
- Conserva, Claudia (* 1974), chilenisches Mannequin sowie Schauspielerin und Fernsehmoderatorin albanischer Abstammung

### Consi
- Consider, Emmanuel Ekanem (* 2004), nigerianischer Sprinter
- Considerant, Victor (1808–1893), französischer Politiker
- Considère, Armand (1841–1914), französischer Bauingenieur
- Considine, Andrew (* 1987), schottischer Fußballspieler
- Considine, John (* 1935), US-amerikanischer Autor, Drehbuchautor und Schauspieler
- Considine, John W. Jr. (1898–1961), US-amerikanischer Filmproduzent und Autor
- Considine, Mark (* 1967), britischer Basketballspieler
- Considine, Paddy (* 1973), britischer Filmschauspieler, Filmregisseur und DrehbuchautorPaddy Considine (* 1973)

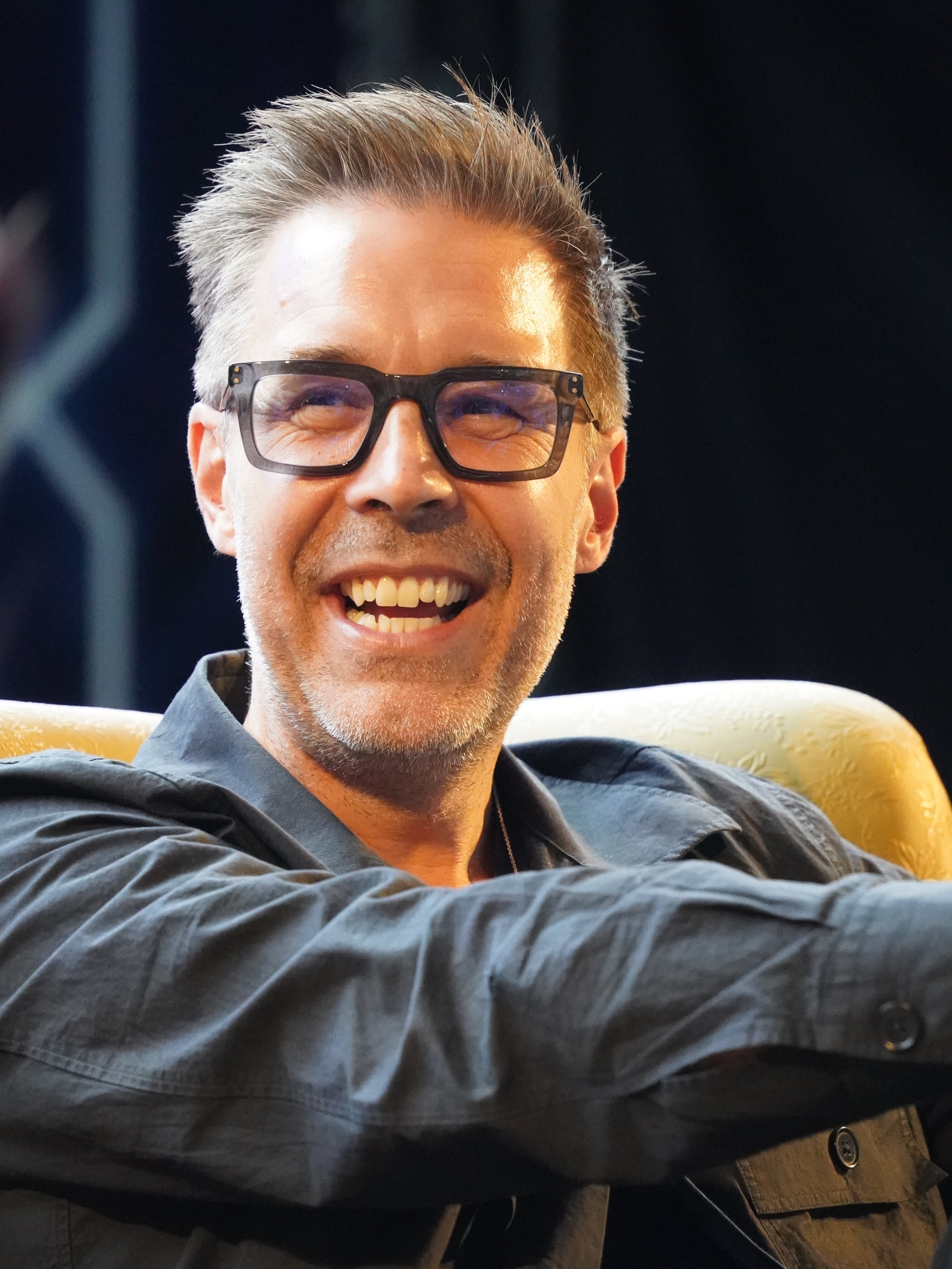
Paddy Considine (* 1973)

- Considine, Tim (1940–2022), US-amerikanischer Schauspieler
- Considius Longus, Gaius († 46 v. Chr.), römischer Feldherr und Politiker
- Considius Paetus, Gaius, Anhänger des römischen Triumvirn Gnaeus Pompeius Magnus
- Considius, Quintus, römischer Richter und Darlehensverleiher
- Considius, Quintus, römischer Volkstribun 476 v. Chr.
- Consigli, Andrea (* 1987), italienischer Fußballspieler
- Consiglieri, Giovanni Battista (1491–1559), Kardinal der Römischen Kirche
- Consiglieri, Manuel (* 1915), peruanischer Leichtathlet
- Consiglio, Carlo (* 1929), italienischer Zoologe
- Consigny, Anne (* 1963), französische Schauspielerin

### Conso
- Consolascio, Eraldo (* 1948), Schweizer Architekt
- Console, deutscher MusikerConsole

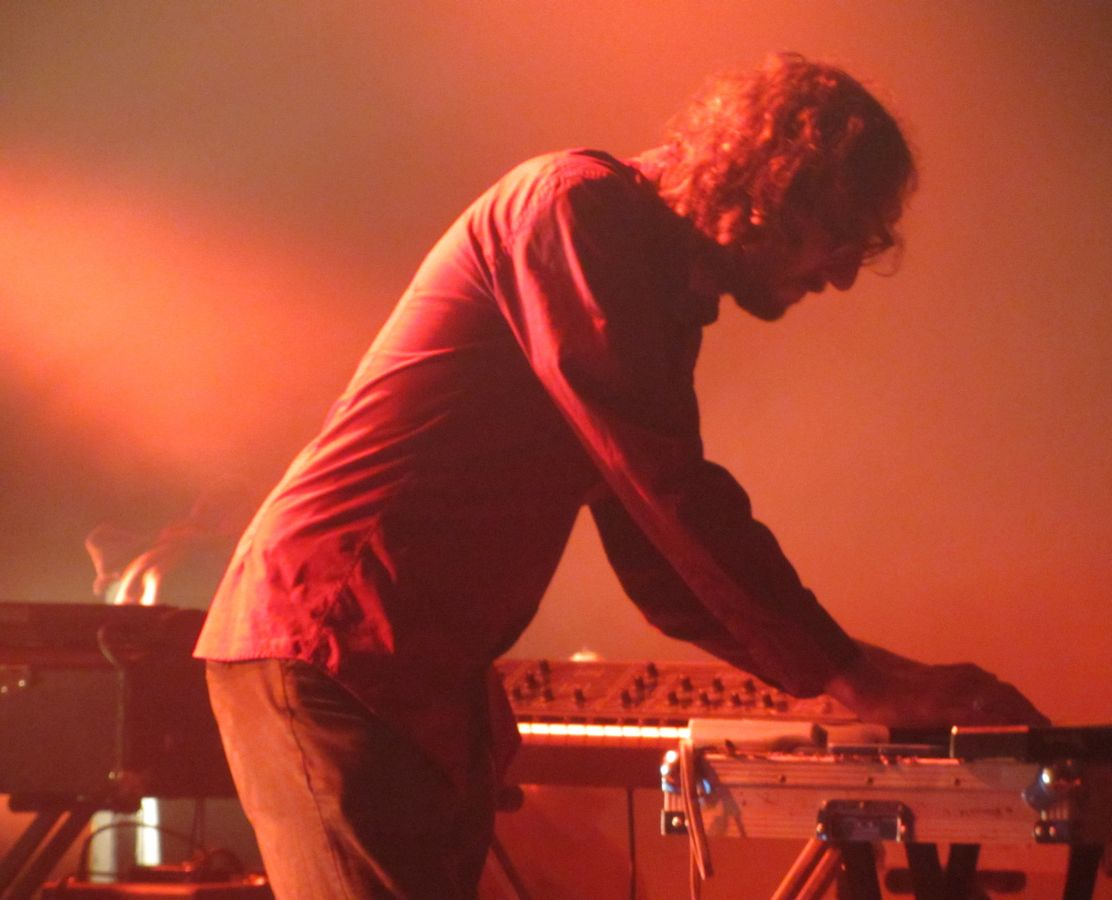
Console

- Console, Michelangelo (1812–1897), italienischer Botaniker
- Console, Rosaria (* 1979), italienische Langstreckenläuferin
- Consoli, Carmen (* 1974), italienische Rocksängerin
- Consoli, Massimo (1945–2007), italienischer Autor, Historiker und LGBT-Aktivist
- Consolini, Adolfo (1917–1969), italienischer Leichtathlet
- Consolini, Angelo (1859–1934), italienischer Geiger, Bratscher, Musikpädagoge und Komponist
- Consolini, Domenico (1806–1884), italienischer Geistlicher, Kurienkardinal der römisch-katholischen Kirche
- Consolini, Giorgio (1920–2012), italienischer Sänger
- Consolmagno, Guy (* 1952), US-amerikanischer Forscher und Direktor der Vatikanischen Sternwarte
- Consolmagno, Peppe (* 1958), italienischer Jazz- und Weltmusikperkussionist
- Consolo, Ernesto (1864–1931), italienischer Pianist, Musikpädagoge und Komponist
- Consolo, Federico (1841–1906), italienischer Violinist und Komponist
- Consolo, Vincenzo (1933–2012), italienischer Schriftsteller
- Consoni, Beat (* 1950), Schweizer Architekt, emeritierter Hochschullehrer
- Consoni, Joseph († 1813), deutscher Geometer
- Consonni, Chiara (* 1999), italienische Radsportlerin
- Consonni, Giampiero (* 1954), italienischer Automobilrennfahrer
- Consonni, Simone (* 1994), italienischer RadsportlerSimone Consonni (* 1994)

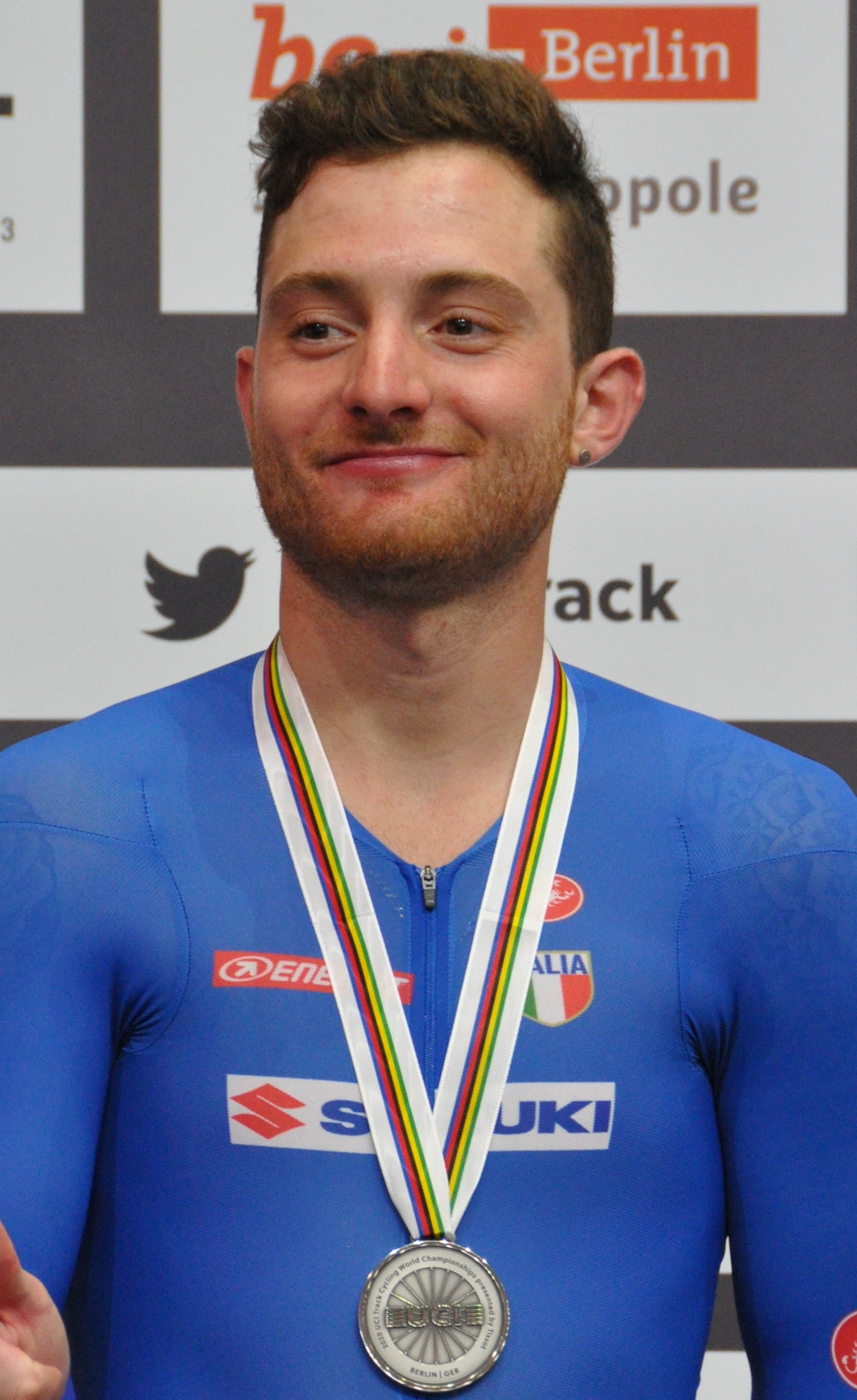
Simone Consonni (* 1994)

- Consorti, Francesco, italienischer Buchdrucker

### Const
- Constabel, Johann Friedrich (1690–1762), ostfriesischer Orgelbauer
- Constabel, Sabine (* 1959), deutsche Sozialarbeiterin
- Constable, Albert (1805–1855), US-amerikanischer Politiker
- Constable, Archibald (1774–1827), schottischer Verleger und Buchhändler
- Constable, Edwin (* 1955), britischer Chemiker
- Constable, Emma (* 1975), englische Badmintonspielerin
- Constable, Giles (1929–2021), englischer Mediävist
- Constable, Henry (1562–1613), englischer Dichter
- Constable, John (1776–1837), britischer LandschaftsmalerJohn Constable (1776–1837)

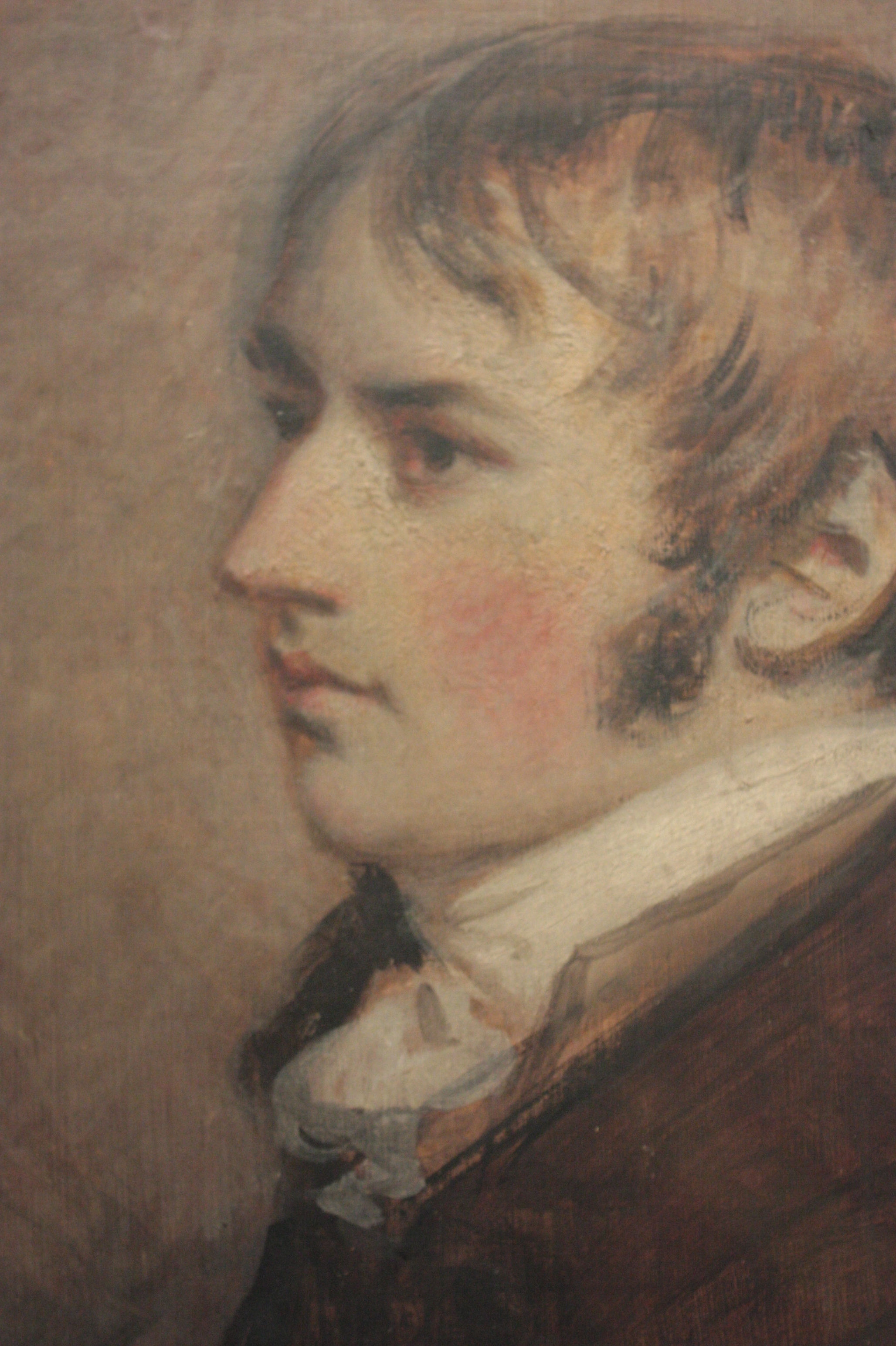
John Constable (1776–1837)

- Constable, Mark (* 1976), englischer Badmintonspieler
- Constable, Patrick (* 1995), australischer Radsportler
- Constable, Robert († 1488), englischer Ritter
- Constable, Trevor J. (1925–2016), US-amerikanischer UFO-Forscher und Autor
- Constam, Ernst (1888–1965), US-amerikanisch-schweizerischer Maschinenbauingenieur
- Constam, Herbert (1885–1973), Schweizer Offizier und Jurist
- Constança Manuel († 1345), Ehefrau von König Pedro I. von Portugal
- Constance Langley († 1416), englische Adlige und Rebellin
- Constance, Angela (* 1970), schottische Politikerin (SNP)
- Constâncio, Francisco Solano (1777–1846), portugiesischer Diplomat, Romanist, Lusitanist, Grammatiker, Lexikograf und Übersetzer
- Constâncio, Vítor (* 1943), portugiesischer Ökonom und Politiker
- Constandina (* 1963), zyprische Popsängerin und Komponistin
- Constandse, Anton Levien (1899–1985), niederländischer Autor und Anarchist
- Constans († 350), römischer Kaiser
- Constans II. († 411), Gegenkaiser im Westen des römischen Reiches (409–411)
- Constans, Ernest (1833–1913), französischer Staatsmann
- Constans, Marcel (1906–1945), französischer Autorennfahrer
- Constant (1920–2005), niederländischer Maler und Bildhauer
- Constant de Rebecque, Adrien (1806–1876), Schweizer Richter, Politiker und Fotograf
- Constant de Rebecque, David Ludwig (1722–1785), Schweizer Schriftsteller und Offizier
- Constant de Rebecque, Samuel (1676–1756), niederländischer Generalleutnant und Gouverneur
- Constant Rebecque, Jean Victor de (1773–1850), Schweizer Soldat
- Constant, Benjamin (1767–1830), französisch-schweizerischer SchriftstellerBenjamin Constant (1767–1830)

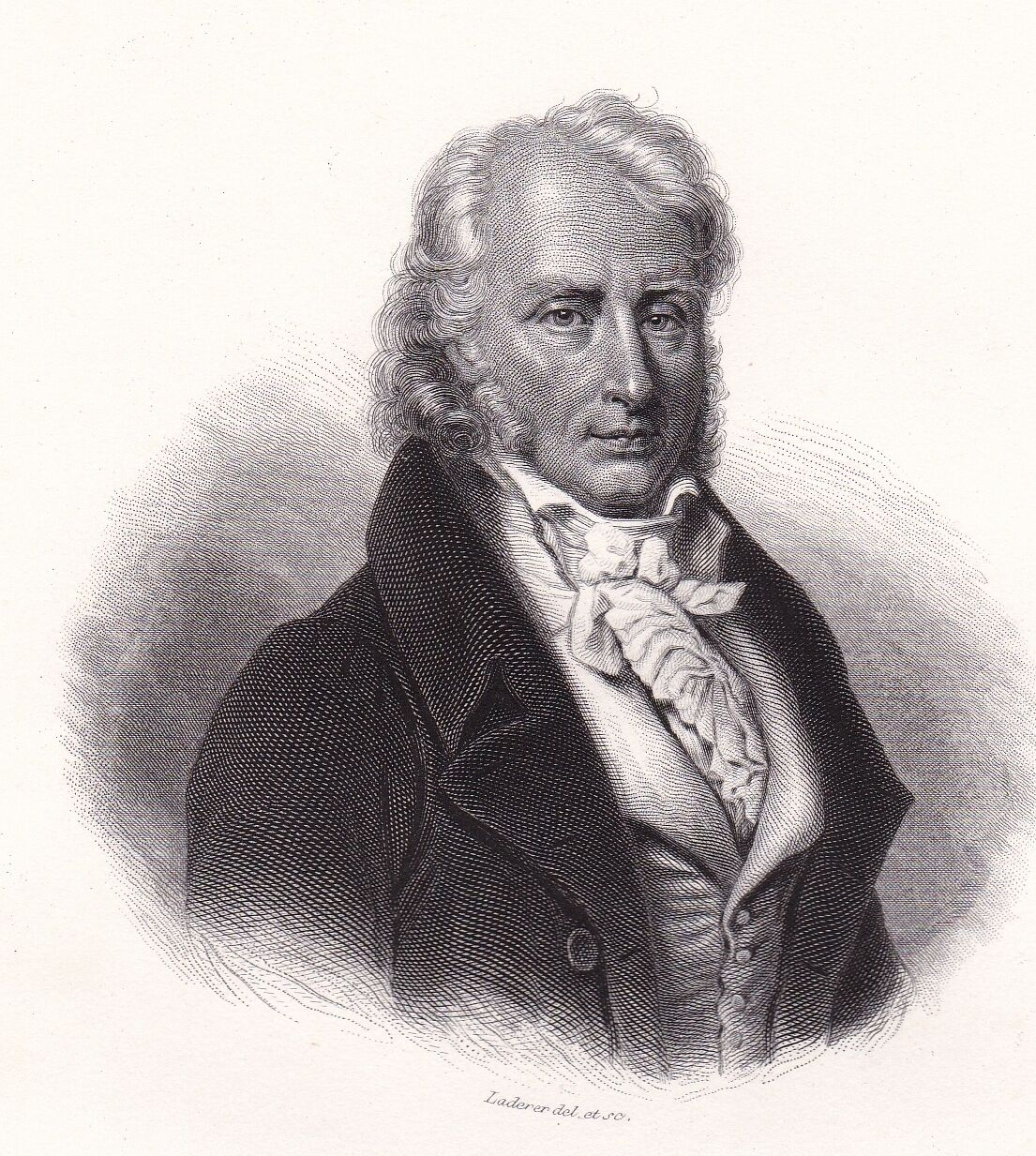
Benjamin Constant (1767–1830)

- Constant, Claire (* 1999), haitianische Fußballspielerin
- Constant, Emmanuel (1928–2009), haitianischer Geistlicher, Bischof von Gonaïves, Haiti
- Constant, Emmanuel (* 1956), haitianischer Paramilitär und gesuchter Terrorist, FRAPH-Gründer
- Constant, Eugène (1901–1970), französischer Ruderer
- Constant, Hubert (1931–2011), haitianischer Ordensgeistlicher, Erzbischof von Cap-Haïtien
- Constant, Jéan (* 1996), US-amerikanischer American-Football-Spieler
- Constant, Johann Peter (1736–1806), Tänzer, Pantomimen- und Maschinenmeister
- Constant, Joseph (1892–1969), französisch-israelischer Bildhauer und Schriftsteller
- Constant, Kévin (* 1987), französisch-guineischer Fußballspieler
- Constant, Marius (1925–2004), französischer Komponist und Dirigent
- Constant, Nicolas (1886–1971), französischer Turner
- Constant, Paule (* 1944), französische Schriftstellerin
- Constant, Raphaël (* 1948), belgischer Radrennfahrer
- Constant, Rosalie de (1758–1834), Schweizer Zeichnerin und Botanikerin
- Constant-Dufeux, Simon-Claude (1801–1871), französischer Architekt
- Constante, Lena (1909–2005), rumänische Künstlerin, Autorin und Bühnenbildnerin
- Constanten, Tom (* 1944), US-amerikanischer Musiker
- Constantia († 383), römische Kaiserin; Tochter Constantius’ II. und Frau Gratians
- Constantia von Österreich (* 1212), Tochter Leopolds VI. von Österreich
- Constantia, Flavia Iulia, römische Kaiserin
- Constantia, Leona, Alchemistin
- Constantijn der Niederlande (* 1969), niederländischer Adeliger, Prinz der Niederlande, Prinz von Oranien-NassauConstantijn der Niederlande (* 1969)

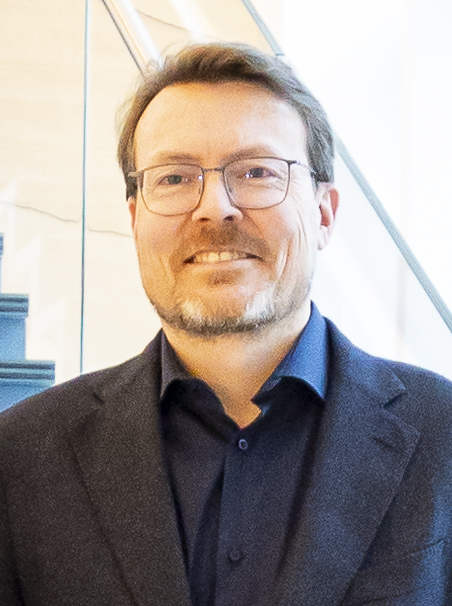
Constantijn der Niederlande (* 1969)

- Constantin von Liechtenstein (1911–2001), liechtensteinischer Adeliger, Mitglied der fürstlichen Familie Liechtensteins und Olympiateilnehmer
- Constantin von und zu Liechtenstein (1972–2023), liechtensteinischer Prinz und Unternehmer
- Constantin, Abraham (1785–1855), Schweizer Maler
- Constantin, Adrian (* 1970), rumänischer Mathematiker und Hochschullehrer
- Constantin, Agafia (* 1955), rumänische Kanutin
- Constantin, Alexandre (1909–1983), französischer Autorennfahrer und Rennwagenkonstrukteur
- Constantin, Bernadette (* 1963), französische Fußballspielerin, -trainerin und -funktionärin
- Constantin, Charles (1835–1891), französischer Dirigent und Komponist
- Constantin, Chloë Lee, deutsche Synchronsprecherin und Hörspielsprecherin
- Constantin, Christian (* 1957), Schweizer Unternehmer und Architekt, ehemaliger Schweizer Fussballtorhüter
- Constantin, David (* 1984), Schweizer Film- und Werberegisseur, Autor und SchauspielerDavid Constantin (* 1984)

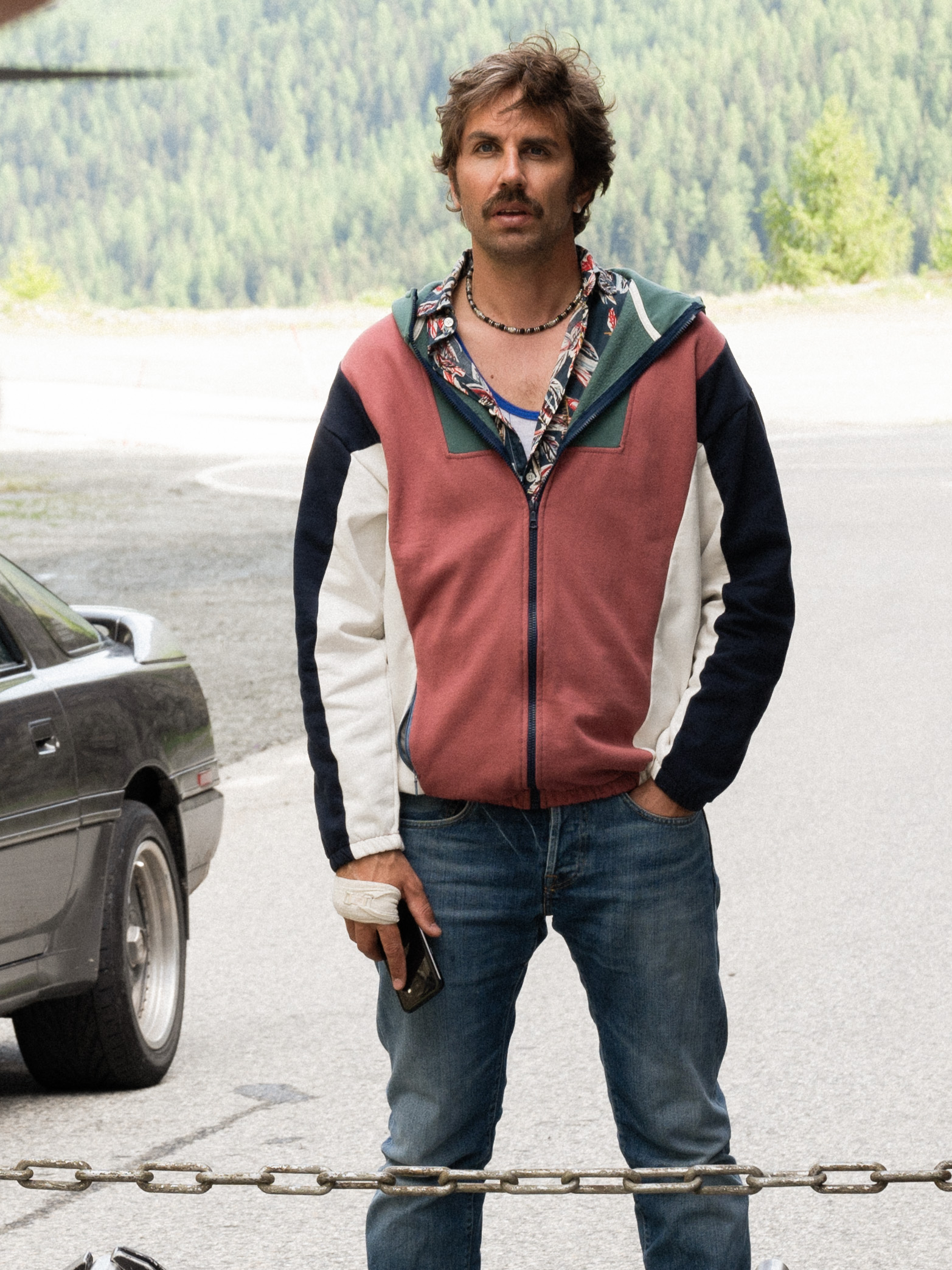
David Constantin (* 1984)

- Constantin, Denis (* 1980), mauritischer Badmintonspieler
- Constantin, George (1933–1994), rumänischer Schauspieler
- Constantin, Ilie (1939–2020), rumänischer Lyriker, Essayist und Übersetzer
- Constantin, Jean (1928–2010), rumänischer Schauspieler
- Constantin, Jean-Antoine (1756–1844), französischer Landschaftsmaler und Zeichner
- Constantin, Laurent (* 1988), französischer Badmintonspieler und Sportlehrer
- Constantin, Leonard (* 1934), rumänischer Politiker (PCR)
- Constantin, Louis (* 1944), deutscher Bildhauer und Objektkünstler
- Constantin, Maria Adela (* 1991), rumänische Bobsportlerin
- Constantin, Mariana (* 1960), rumänische Kunstturnerin
- Constantin, Marin (1925–2011), rumänischer Komponist und Dirigent
- Constantin, Marius (* 1984), rumänischer Fußballspieler
- Constantin, Michel (1924–2003), französischer Schauspieler
- Constantin, Mircea (* 1995), rumänischer Eishockeyspieler
- Constantin, Mitica (* 1962), rumänische Leichtathletin
- Constantin, Nicolae (* 1925), rumänischer Politiker (PMR/PCR)
- Constantin, Nicu (1939–2009), rumänischer Schauspieler
- Constantin, Otto (1883–1928), deutscher Verwaltungsjurist
- Constantin, Peter (* 1951), rumänisch-US-amerikanischer Mathematiker
- Constantin, Sebastian (* 1982), rumänischer Naturbahnrodler
- Constantin-Weyer, Maurice (1881–1964), französischer Schriftsteller
- Constantina († 354), römische Kaisertochter und Augusta
- Constantine, 1. Earl of Fife, schottischer Magnat
- Constantine, David (* 1944), britischer Germanist, Schriftsteller und Übersetzer
- Constantine, Eddie (1917–1993), US-amerikanischer Filmschauspieler und ChansonnierEddie Constantine (1917–1993)

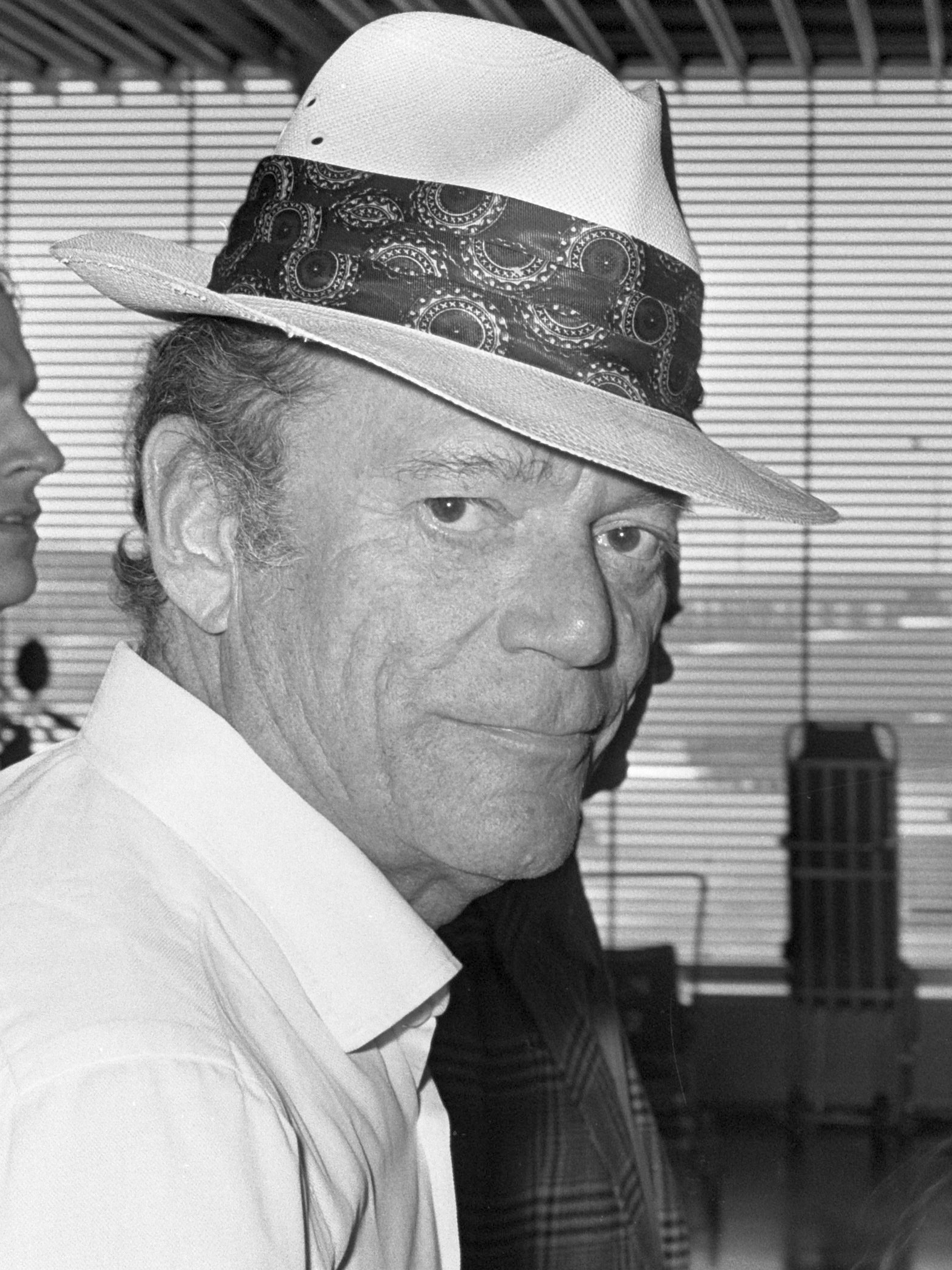
Eddie Constantine (1917–1993)

- Constantine, George (1918–1968), US-amerikanischer Rennfahrer
- Constantine, Kevin (* 1958), US-amerikanischer Eishockeytrainer
- Constantine, Kyra (* 1998), kanadische Leichtathletin
- Constantine, Learie, Baron Constantine (1901–1971), westindischer Cricketspieler und Politiker aus Trinidad und Tobago
- Constantine, Michael (1927–2021), US-amerikanischer Schauspieler
- Constantine, Peter (* 1963), britischer Übersetzer und Autor
- Constantine, Spelios (1924–2010), US-amerikanischer Opernsänger (Bass)
- Constantine, Storm (1956–2021), britische Autorin von Science-Fiction- und Fantasybüchern
- Constantine, Theodore, Baron Constantine of Stanmore (1910–2004), britischer Politiker
- Constantinescu, Alexandru (* 1981), rumänischer Sänger (Bassbariton)
- Constantinescu, Corneliu (* 1929), rumänischer Mathematiker
- Constantinescu, Dan (1931–1993), rumänischer Komponist
- Constantinescu, Daniela (* 1988), rumänische Fußballschiedsrichterassistentin
- Constantinescu, Emil (* 1939), rumänischer Politiker und Staatspräsident
- Constantinescu, Florentina (* 1983), rumänische Badminton- und Squashspielerin
- Constantinescu, Florin (* 1938), rumänischer Mathematiker
- Constantinescu, Grigore (1938–2020), rumänischer Musikwissenschaftler und -pädagoge
- Constantinescu, Ion, rumänischer Radrennfahrer
- Constantinescu, Ion (* 1930), rumänischer Politiker (PCR), Vize-Ministerpräsident und Botschafter
- Constantinescu, Liviu (1914–1997), rumänischer Geophysiker
- Constantinescu, Maria (* 1956), rumänische Ruderin
- Constantinescu, Miron (1917–1974), rumänischer Soziologe und Politiker (PCR)
- Constantinescu, Paul (1909–1963), rumänischer Komponist
- Constantinescu, Valentin (* 1962), rumänischer Radrennfahrer
- Constantinescu-Claps, Constantin (1884–1961), rumänischer General
- Constantini, Claudio (* 1983), peruanischer klassischer und Tangomusiker (Piano, Bandoneon, Komposition)
- Constantini, Didi (1955–2024), österreichischer Fußballspieler und -trainerDidi Constantini (1955–2024)

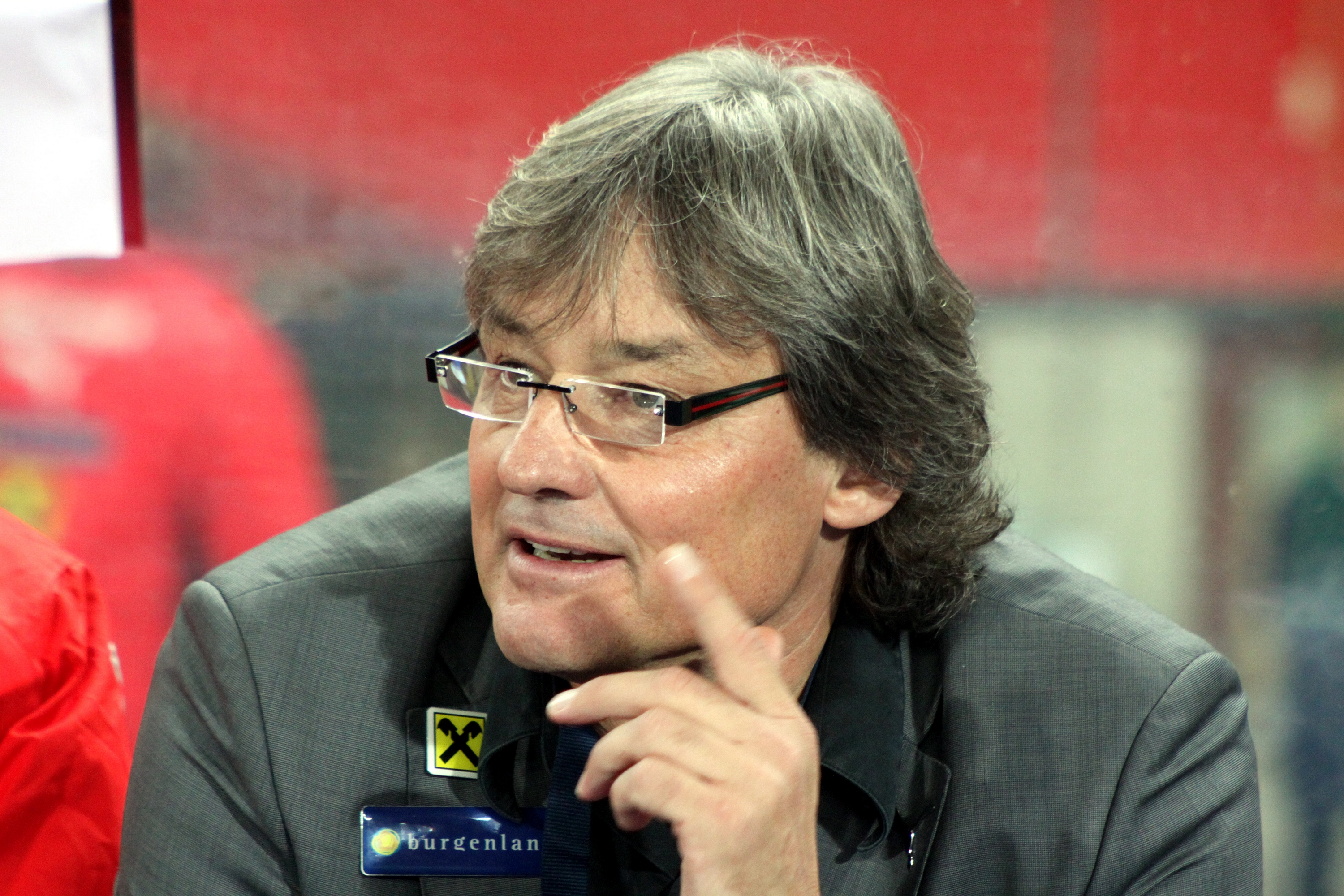
Didi Constantini (1955–2024)

- Constantini, Stefania (* 1999), italienische Curlerin
- Constantinides, Dinos (1929–2021), US-amerikanischer Komponist und Musikpädagoge griechischer Abstammung
- Constantinides, Stephanos (* 1941), zyprisch-kanadischer politischer Soziologe und Neogräzist
- Constantinidis, Stratos (* 1949), griechischer Theaterwissenschaftler und Neogräzist
- Constantino, Eugenio (* 1963), mexikanischer Fußballspieler
- Constantino, Gabriel (* 1995), brasilianischer Hürdenläufer
- Constantino, Pires (1929–2002), brasilianischer Fußballspieler
- Constantino, Raúl, uruguayischer Fußballspieler
- Constantinou, Andreas (* 1980), zyprischer Fußballspieler
- Constantinou, Constantinos (* 1983), zypriotischer Badmintonspieler
- Constantinou, Jeannie, US-amerikanische orthodoxe Theologin
- Constantinus, spätantiker Prätorianerpräfekt und Konsul (457)
- Constantinus Africanus, Laienbruder des Benediktinerordens und medizinischer Forscher
- Constantius Gallus († 354), Caesar des römischen Reiches
- Constantius I. († 306), römischer Kaiser
- Constantius II. (317–361), spätantiker Kaiser des römischen ReichesConstantius II. (317–361)

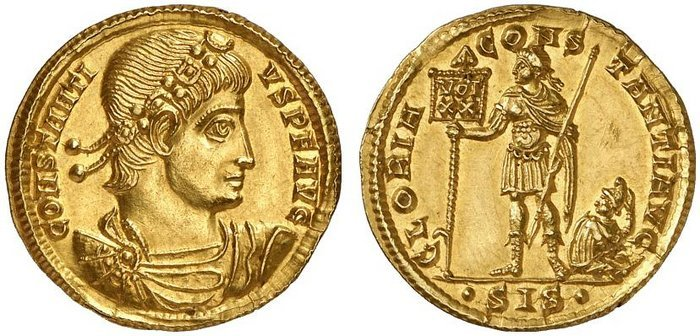
Constantius II. (317–361)

- Constantius III. († 421), weströmischer Heermeister und Kaiser
- Constantius von Lauriacum, katholischer Bischof von Lauriacum
- Constantius von Lyon, Redner, Dichter und Priester
- Constantius von Perugia, Bischof, Märtyrer und Heiliger
- Constanze (1938–2024), deutsche Zauberkünstlerin
- Constanze Hauteville, Dogaressa von Venedig (1213–1229)
- Constanze Przemysłówna († 1281), polnische Prinzessin
- Constanze von Österreich (1588–1631), Königin von Polen und Schweden
- Constanzo, Francisco (* 1912), uruguayischer Boxer
- Constapel, Gerd (* 1938), plattdeutscher Autor
- Constein, Erich (1912–1991), deutscher Maler, Bildhauer und Grafiker
- Consten, Alfred (1895–1984), deutscher Mediziner und Standespolitiker
- Consten, Bernard (1932–2017), französischer Autorennfahrer
- Consten, Hermann (1878–1957), deutscher Asienforscher und Autor
- Constien, Sebastian (* 1979), deutscher Kommunalpolitiker
- Constien, Valerie (* 1996), US-amerikanische Hindernisläuferin
- Constin, Hinrich († 1482), Kaufmann und Ratsherr der Hansestadt Lübeck im Spätmittelalter

### Consu
- Consuelos, Mark (* 1971), spanisch-US-amerikanischer SchauspielerMark Consuelos (* 1971)

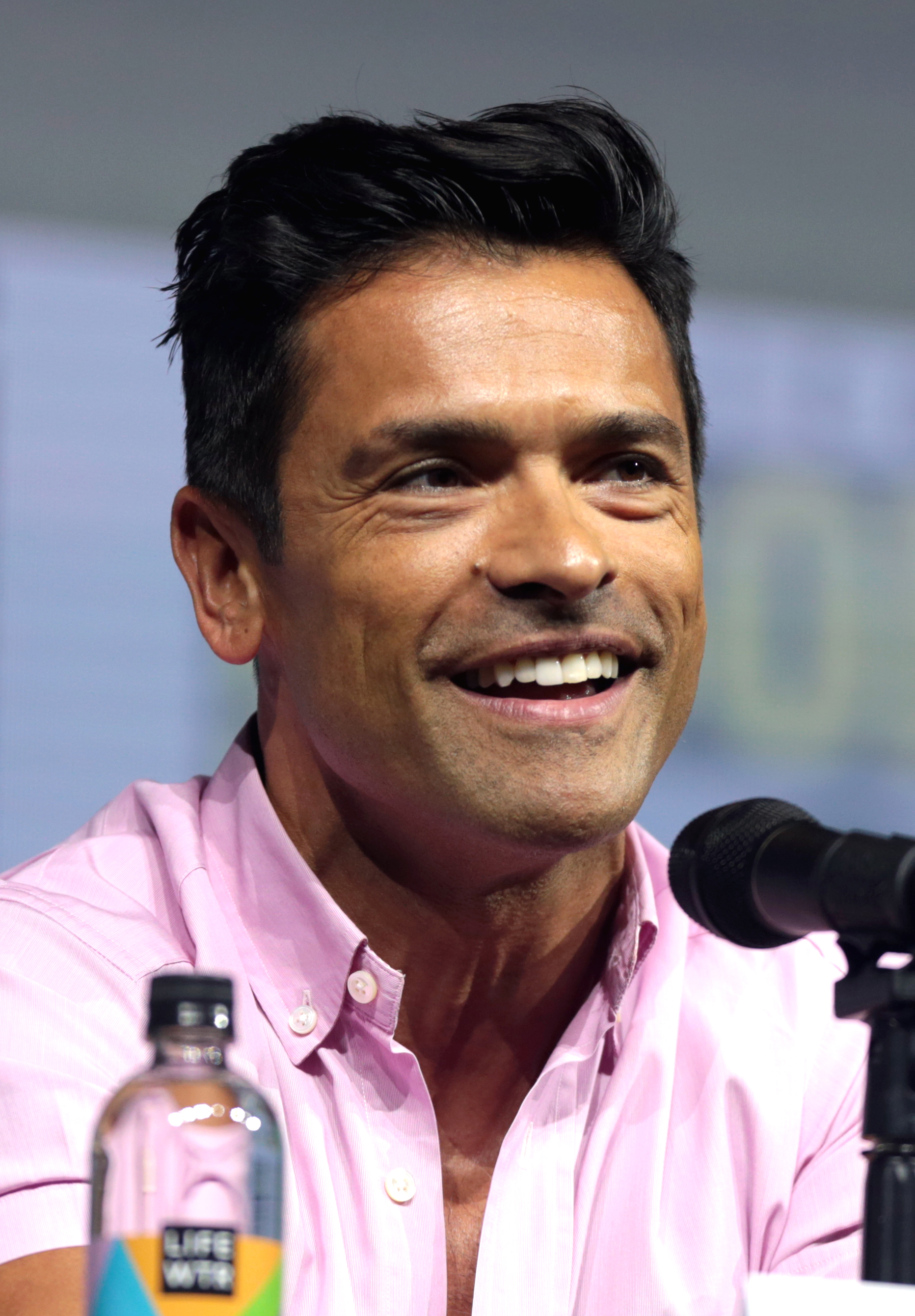
Mark Consuelos (* 1971)